# Portal (spel)
Portal är ett Source-baserat spinoff-spel till Half-Life, utvecklat av Valve Corporation. Studenterna bakom det dimensionsvridande spelet Narbacular Drop blev anlitade av Valve för att göra Portal. Spelet släpptes på Steam den 10 oktober 2007, och i butik den 18 oktober, som en del av The Orange Box. Den innehåller förutom Portal även Half-Life 2, Half-Life 2: Episode One, Two och Team Fortress 2.
Portal var från början tänkt som en mod men utvecklades till ett självständigt spel.
Spelet har tre röstskådespelare: Ellen McLain, som gjort GLaDOS:s, Aperture Science Turrets, Curiousity Cores och Crazy Cores röster, Mike Patton, som gjort Anger Cores röst, och Mary Kae Irvin, som gjort Chells röst.
Spelet avslutas med att GLaDOS sjunger sången "Still Alive", som skrivits av Jonathan Coulton.
En uppföljare vid namn Portal 2 släpptes under april 2011 till Windows, Mac OS, Playstation 3 och Xbox 360.

## Gameplay

Exempel på användning av portaler. Farten från fallet används för att kasta spelaren över avsatsen.

Exempel på hastighetsökning med hjälp av portaler. Den andra blåa portalen placeras ut medan spelaren faller från den orangea.

Den spelmekanik som hela spelet bygger på är den så kallade Aperture Science Handheld Portal Device (svenska: Aperture Science Handhållet Portalverktyg), mer känd som Portal Gun (svenska: Portalpistol), som är det verktyg som Portals huvudperson, försökspersonen Chell, har i uppdrag att testa. Med den kan spelaren skapa två portaler, en blå och en orange, som är länkade till varandra - det som transporteras genom den ena portalen kommer ut ur den andra. Det kan bara finnas en portal av varje färg utplacerad i spelet samtidigt, och om en spelare skapar en ny portal av samma färg som en redan befintlig portal, raderas den gamla samtidigt som den nya skapas.
Portalerna kan placeras på en del plana ytor, som i spelets testkammare är ljusgråa, medan så kallade oportalbara ytor är mörkgråa. Dock kan portalerna inte placeras på objekt som förflyttar sig, och om ett objekt som har en portal placerad på sig börjar förflytta sig, förstörs portalen.
En Portal Gun har också ett andra användningsområde; den kan lyfta tunga föremål, eller föremål som skulle vara farliga att vidröra med bara händerna, med hjälp av någon sorts bärande strålar som tillfälligt binder Portal Gun och föremålet samman, som Gravity Gun i Half-Life 2, men utan ivägskjutningsfunktionen.

### Pusselelement

#### Aperture Science Turret
Aperture Science Turret, eller Aperture Science Sentry Gun, är en typ av automatisk stridsmaskin, som används för att skydda avstängda områden, och på Aperture Sciences övningsbanor för militära androider. Aperture Science Turrets har röda, ögonliknande skannrar, som de söker efter fiender med. De kan dock inte förflytta sig, så det går att smyga sig på dem bakifrån, och deaktivera dem, genom att välta dem. De har utfällbara vapen på sidorna, och till synes obegränsad mängd ammunition. De kan tala, med metalliska barnröster, och försäkrar spelaren efter att de blivit deaktiverade att "I won't blame you" ("Jag klandrar dig inte").

#### Knappar
Knappar är en betydande del av flera pussel i Portal. Det finns två typer av dem:
- 1500 Megawatt Aperture Science Heavy Duty Super-Colliding Super Buttons är stora röda knappar, som så länge de är nedtryckta av att Chell eller en Weighted Storage Cube står på den, aktiverar vissa saker. Till exempel så kan de öppna dörrar eller höja plattformar.

- Aperture Science Pedestal Buttons är små, röda knappar, som är placerade på en metallisk piedestal. De trycks ned genom att man placerar sin hand på den, och aktiverar då vissa saker. Till skillnad från Super Buttons, så avaktiveras inte Pedestal Buttons när man lyfter på handen; istället så är en del av dem tidsbestämda, och avaktiveras efter en bestämd tid, medan en del av dem är aktiverade för alltid efter att de har blivit nedtryckta.

#### Kuber

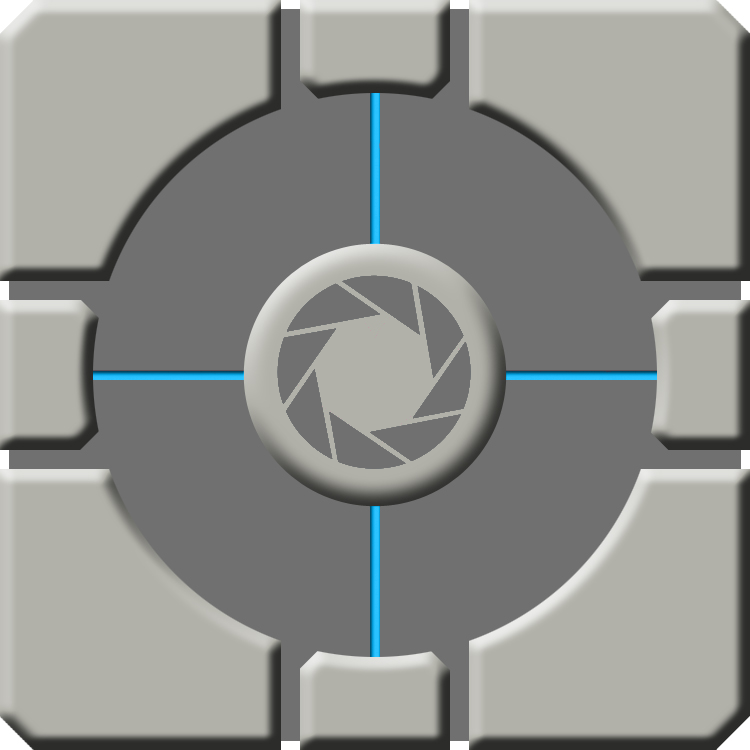
En Weighted Storage Cube

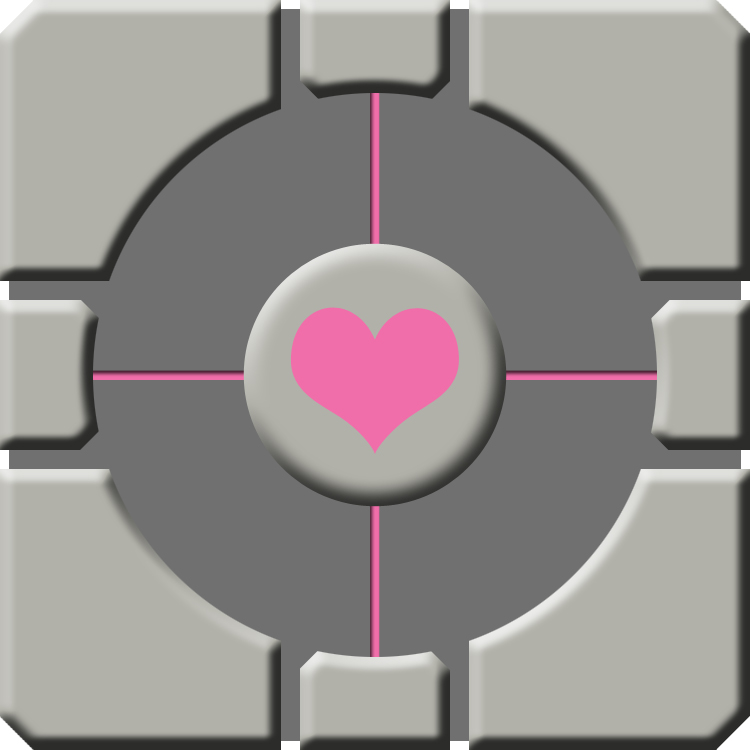
En Weighted Companion Cube

I Portal finns två typer av kuber, som används på samma sätt, men spelar olika roll i storyn. 

##### Weighted Storage Cube
Weighted Storage Cube (svenska: Förtyngd Förvaringskub), eller Norman Cube, är en sorts stor, grå, tung kub med Aperture Sciences logotyp på. Kuben används bland annat till att tynga ned knappar, slå ned Turrets med, och att klättra på.

##### Weighted Companion Cube
Weighted Companion Cube (svenska: Förtyngd Sällskapskub) är en variant av Weighted Storage Cube, och har samma användningsområden. Den har dock en ljusare grå färg, och en dekal föreställande ett rosa hjärta istället för Aperture Science-logotypen.
Den fås i början av testkammare 17, och måste bäras med runt hela kammaren, då alla pusslen i kammaren bygger på den. Under tiden som Chell löser pusslen så berättar GLaDOS för henne att tidigare försökspersoner har blivit så fästa vid Companion Cube, att de har drivits till vansinne, hallucinerat och föreställt sig att kuben var levande. GLaDOS påminner också Chell vid flera tillfällen om att Weighted Companion Cube inte kan tala, och råder också Chell att, utifall Companion Cube trots allt skulle tala, avslå dess råd.
I slutet av testkammaren måste Chell förstöra Weighted Companion Cube genom att slänga den i en informationsförstörare för att aktivera nästa hiss och komma vidare.
GLaDOS påstår att den måste förstöras på grund av "statliga och kommunala regleringar", då Companion Cube inte får lämnas kvar sällskapslös ("Companionless"). Hon påstår också att om Companion Cube kunde tala, skulle den säga att den hellre dör i en eld än blir en börda för Chell.
Efter att Chell bränt upp Companion cube gratulerar GLaDOS henne, och säger att hon är den försöksperson som har förstört sin Weighted Companion Cube på kortast tid hittills.
Weighted Companion Cube har blivit så populär att Valve säljer Companion Cube-gosedjur.

## Spelfigurer

### Chell
Chell är spelets protagonist, och är en försöksperson som har i uppdrag att testa Apertures Portal Gun.

### GLaDOS
GLaDOS, Genetic Lifeform and Disk Operating System (svenska: Genetisk Livsform och Diskoperativsystem), är spelets antagonist. Hon är ett AI, som i början av spelet fungerar som en vänlig instruktör, men med tiden visar allt mer av sin likgiltiga, sarkastiska sida, tills hon i slutet av den sista testkammaren aktivt försöker mörda Chell för första gången, till skillnad från tidigare testkammare som endast är passivt dödliga.

### Ratman
Ratman träffas aldrig på i spelet, men Chell hittar de lyor som han har gjort i ordning åt sig i spelets senare testkammare, och de hjälpande anvisningar han har skrivit med färg på en del väggar.

## Uppföljare och andra versioner

### Portal: Still Alive
Portal: Still Alive är en specialversion av Portal som enbart finns till Xbox 360 och som hämtas via Xbox Live Arcade. Den består av originalspelet, och ett antal extrabanor hämtade från PC-versionens gratis expansionspaket Portal: The Flash Version Map Pack, vars banor i sin tur är en 3d-version av de i Portal: The Flash Version. 

### Portal 2
Portal 2 är uppföljaren till Portal. Det utannonserades av Valve den 5 mars 2010. Spelet inkluderar ett multiplayer-samarbetsläge för två spelare, som har en egen handling och andra karaktärer än huvudspelet.

### Portal: Companion Collection
Portal: Companion Collection är ett spel med både Portal och Portal 2. Det kommer komma till Nintendo switch. Det utannonserades i en Nintendo Direct 9 februari 2022.

## Uppdateringar
Den 1 mars 2010 släppte Valve en uppdatering till Portal, som hade den kryptiska beskrivningen "Changed radio transmission frequency to comply with federal and state spectrum management regulations" (svenska: "Ändrade radioöverföringsfrekvens för att följa federala och statliga spektrumhanteringsreguleringar").
De radioapparater som fanns i spelet blev nu utrustade med en röd lampa. Om man nu flyttar radioapparaterna till speciella områden börjar lampan på radioapparaten att lysa grönt, och man får in andra sändningar än den som normalt sett spelas. De nya sändningarna består av olika krypterade meddelanden.
Uppdateringen innehöll även ett nytt achievement, "Transmission Received" (svenska: "Överföring mottagen"), med "..?" som beskrivning. Den låses upp efter att man med hjälp av radioapparaterna tagit in alla 26 olika sändningar.
Den 3 mars samma år släpptes ytterligare en uppdatering, med beskrivningen "Added valuable asset retrieval" (svenska: "Lade till återfående av värdefull tillhörighet").
Uppdateringen innehöll ett tillägg till spelets slut, där en robot med en manlig, datoriserad röst dyker upp utanför bild, och säger "Thank you for assuming the party escort submission position" (svenska: "Tack för att du har antagit partyeskorts-underkastelsepositionen"), och börjar släpa tillbaka Chell in mot Aperture Science. Uppdateringen gjorde också så att GLaDOS röst blev avsynkroniserad med texten i låten Still Alive.